# Bayerischer Seglerverband
Der Bayerische Seglerverband (BSV) ist die Dachorganisation der rund 200 Segel-, Surf- und Kitesport-Vereine in Bayern. Der BSV ist der Landesfachverband Segeln des Bayerischen Landes-Sportverbandes und außerordentliches Mitglied des Deutschen Segler-Verbandes.

## Geschichte
Der offizielle Gründungstag des Verbandes nach dem Zweiten Weltkrieg ist der 21. Juni 1946 – an diesem Tag erhielten der Bayerische Landes-Sportverband und mit ihm die Sparte Segeln die Lizenz der amerikanischen Militärverwaltung.
Die Sparte Segeln befand sich mit unter den Gründungsmitgliedern, Trautwein aus München wird als erster Spartenvertreter genannt. Bei der Gründung waren fünf Vereine mit 242 Mitgliedern im Verband vertreten. In der Jahresversammlung der Sparte am 24. April 1953 wurde die neue Verbandssatzung angenommen, nach der sich die Sparte in Bayerischer Seglerverband umbenannte.
Zum Jahresende 2006 vertrat der Verband 234 Vereine mit 32.381 Mitgliedern.

## Organisation und Tätigkeit
Der Bayerische Seglerverband ist ein eingetragener Verein mit Sitz in München. In den 210 Mitgliedsvereinen des BSV sind an 60 Revieren in Bayern 31.135 Mitglieder organisiert.
Der Verband wurde 1946 gegründet. Er fördert den Breitensport und unterstützt Sportlerinnen und Sportler in olympischen und nichtolympischen Klassen unter besonderer Berücksichtigung der Jugend. Seine Interessenwahrnehmung erstreckt sich zudem auf den Wettkampfsport, auf die Fahrten- und Regattasegler sowie auf die Wind- und Kitesurfer.
Er ist Sprachrohr für die gemeinsamen Interessen seiner Mitglieder gegenüber Behörden und Verbänden. Er ist ausschließlich und unmittelbar gemeinwohlorientiert, er wird ehrenamtlich geführt und ist selbstlos tätig. Der BSV erstreckt sich in seiner Interessenwahrnehmung sowohl auf den Wettkampf- und Breitensport, auf die Fahrten- und Regattasegler sowie auf die Wind- und Kitesurfer.
Satzungsgemäß sind die Mitgliederversammlung und der Vorstand Organe des BSV. Die Mitgliederversammlung wird einmal jährlich durchgeführt. Auf dieser Versammlung haben die Mitgliedsvereine Stimmrechte relativ zu ihrer Mitgliederzahl.
Unterhalb des Vorstandes existieren
- der Landesleistungsseglerausschuss, dem der Wettsegelobmann vorsteht[5]
- der Landesjugendseglerausschuss, dem der Jugendobmann vorsteht sowie
- ein Seenausschuss, in den die einzelnen Segelreviere je einen Reviervertreter entsenden.[6]

Um die Themen des Surfsports kümmert sich der Obmann für spezielle Segeldisziplinen.

## Jugendarbeit
Die Jugendarbeit in der „Bayerischen Seglerjugend“ wird durch den Landesjugendobmann koordiniert, der Mitglied im Vorstand des Verbands ist. Er wird durch den Landesjugendseglerausschuss unterstützt. Der Landesjugendobmann wird beim Landesjugendseglertreffen gewählt.
Die Bayerischen Landesjugend- und Landesjüngstenmeisterschaften, für die der BSV Veranstalter ist, finden traditionsgemäß auf dem Starnberger See statt, die Ausrichtung erfolgt vom Bayerischen Yachtclub, dem Münchener Yachtclub und dem Segel-Club Würmsee. Es wird nur in Klassen gesegelt, die gemäß der Meisterschaftsordnung des Deutschen Segler-Verbandes meisterschaftswürdig sind.

## Training und Ausbildung

### Training
Ein angestellter Landestrainer führt die Sichtung der Regattasegler für die Landeskader durch, koordiniert Trainingsmaßnahmen, begleitet Deutsche Meisterschaften und höherwertige Regatten und organisiert die Trainings- und Wettkampfmaßnahmen so, dass Mitglieder des Landeskaders die Möglichkeit erhalten, bei guten Leistungen in den Bundeskader zu wechseln.
Als Landestrainer werden im Regelfall sehr gute Regattasegler, teilweise Olympiateilnehmer, wie Albin Molnár (Nationaltrainer in Ungarn und Deutscher Bundestrainer), Thomas Reulein (anschließend Teamchef und Chef Leistungssport des Swiss Sailing Teams) oder Michael Fellmann (Teilnehmer der Olympischen Sommerspiele 2000 und 2004) verpflichtet.
Ab 1. Oktober 2017 wurde das neu strukturierte „Ressort Sport“ von Marco Mittermeir, ehemaliges Mitglied des österreichischen Rudernationalteams, studierter Sportwissenschaftler und Sportmanager und zuletzt hessischer Landestrainer des Ruderverbandes, geleitet. Dieser zog für den Breitensport und für besondere Trainingsaufgaben Honorartrainer hinzu.
Ab Mitte April 2019 übernahm Robert Remus, der schon von 2010 bis 2014 für den BSV tätig war, die Stelle des Landestrainers und sportlichen Leiters. Nach wenigen Monaten beendete er diese Tätigkeit.

### Ausbildung
Der Verband führt im Auftrag des DSV die Ausbildung der regionalen Schiedsrichter und Wettfahrtleiter durch und hält Lehrgänge für Trainerassistenten, Trainer C Breitensport Segeln und Trainer C Leistungssport Segeln sowie Regelkundeseminare und Lehrgänge für Weiterbildung und Lizenzverlängerung für Nationale Schiedsrichter und Nationale Wettfahrtleiter ab.
Über die Geschäftsstelle erfolgt die Erstellung und Verlängerung der BLSV-Lizenzen für Trainer C Breitensport Segeln. Diese Lizenz ist für die Beantragung der Vereinspauschale bei der zuständigen Kreisverwaltungsbehörde notwendig. Die Geschäftsstelle unterstützt bei der Antragsstellung für die Sportgroßgeräteförderung des BLSV für den Neukauf von bestimmten Jugendbooten.

## Ehrungen

### Verbandsehrungen
Nach der Ehrenordnung erfolgt die Würdigung von besonderen Verdiensten um den bayerischen Segelsport im Ehrenamt.

### Meisterehrung
Jährlich einmal werden Sportler der Mitgliedsvereine, die herausragende Ergebnisse bei nationalen und internationalen Wettbewerben erzielt haben, bei der Meisterehrung geehrt.

### Erfolgreiche Segler
Unter anderen waren folgende Segler, die Vereinsmitglieder im Bereich des Bayerischen Seglerverbandes sind oder waren, bei nationalen und internationalen Veranstaltungen erfolgreich:
- Julian Autenrieth, 2006 Weltmeister, Bootsklasse Optimist, Bayerischer Yacht-Club
- Philipp Buhl, 2015 Vize-Weltmeister, Bootsklasse Laser, Segelclub Alpsee-Immenstadt
- Michael Fellmann, 2002 Siebter der Weltmeisterschaft, Bootsklasse Finn-Dinghy, Bayerischer Yacht-Club
- Patrick Follmann, 2007 Siebter der Weltmeisterschaft, Bootsklasse Optimist, 2012 12. der Weltmeisterschaft mit Ferdinand Gerz, Bootsklasse 49er, Deutscher Touring Yacht-Club
- Ferdinand Gerz, 2012 12. der Weltmeisterschaft mit Patrick Follmann, Bootsklasse 49er, Deutscher Touring Yacht-Club
- Josef Höß, 1977 und 1978 2. Platz sowie 1982 3. Platz der Weltmeisterschaft, 1983 und 1984 Weltmeister, Bootsklasse Tempest, Yacht-Club am Tegernsee
- Tina Lutz, 2005 Weltmeisterin und Mannschaftsweltmeisterin, Bootsklasse Optimist, 2007 Junioren-Europameisterin Bootsklasse 420er, Chiemsee Yacht Club
- Walter Mai, 1969 Militärweltmeister, Bootsklasse Snipe, 1984 Sieger der World Masters, 2006 Sieger der Masters Legends (Altersgruppe 70 +), Bootsklasse Finn-Dinghy, Yacht Club Bad Wiessee
- Jörg Spengler, 1975 Weltmeister, Bronzemedaille bei den Olympischen Spielen 1976 mit Jörg Schmall, 1977 Weltmeister, Bootsklasse Tornado, Yacht-Club Noris
- Jörg Schmall, 1975 Weltmeister, Bronzemedaille bei den Olympischen Spielen 1976 mit Jörg Spengler, Bootsklasse Tornado, Yacht-Club Noris

## Vorsitzende
Die Vorsitzenden des Bayerischen Seglerverbandes sind oder waren:
| Zeitraum                        | Name               | Verein                                               | Bemerkungen                                           | Bild |
| ------------------------------- | ------------------ | ---------------------------------------------------- | ----------------------------------------------------- | ---- |
| 21. Juni 1946–11. Februar 1947  | Trautwein          |                                                      |                                                       |      |
| 12. Februar 1947–24. April 1953 | Max Klinger        | Akademischer Segelverein München                     |                                                       |      |
| 24. April 1953–1966             | Kurt Kallhardt     | Münchner Yacht-Club, Starnberg                       |                                                       |      |
| 1966–1973                       | Ernst Bullmer      | Deutscher Touring Yacht-Club, Tutzing                | (* 13. Oktober 1927; † 10. Januar 2022)               |      |
| 1973–1974                       | Ernst Schneider    | Augsburger Segelclub                                 | (kommissarisch)                                       |      |
| 1974–1978                       | Walter Huchel      |                                                      |                                                       |      |
| 1978–1990                       | Curt Bues          | Yachtclub Gollenshausen                              | (* 8. November 1926; † 22. September 2011)            |      |
| 1990–2004                       | Günter Bornemann   | Diessener Segelclub                                  | Ehrenvorsitzender (* 17. Sept. 1928; † 7. Febr. 2018) |      |
| 2004–2018                       | Joerg von Hoermann | Chiemsee Yachtclub                                   | Ehrenvorsitzender seit 2018                           |      |
| 2018–27. Dezember 2020          | Dietmar Reeh       | Deutscher Touring Yacht-Club, Tutzing                |                                                       |      |
| 27. Dezember 2020–              | Sybille Merk       | Bayerischer Yacht-Club / Segelclub Füssen Forggensee | [ 22 ]                                                |      |